# Carlo Blasis

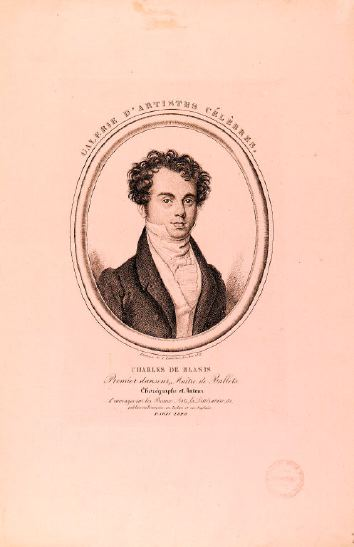
Carlo Blasis.

Carlo Pasquale Francesco Rafaele Baldassare de Blasis (Nápoles, 1803 - Cernobbio, 1878), Maestro de ballet, coreógrafo y bailarín italiano. Su actividad profesional y pedagógica contribuyó al perfeccionamiento del ballet (Tratado elemental del arte de la danza, 1820; Código de Terpsícore, 1828). Estudiante de Dauberval, Carlo fue un bailarín y coreógrafo italiano, maestro y teórico de la danza. Muy conocido por la rigurosidad en las clases que impartía.
Blasis nació en Nápoles, hijo de un conocido músico y compositor, se crio en un ambiente de las artes y entre los principales hombres de letras. Estudió música, arquitectura, dibujo, geometría y anatomía.
Fue el primero que publicó un análisis sobre las técnicas de ballet en 1820, en un trabajo llamado “Traité élémentaire, Théorique, et pratique de l'art de la danse” (Tratado Elemental sobre el Arte de la Danza, la teoría y la práctica).Luego escribió “The Code of Terpsichore” (El código de Terpsícore). En estos manuales codificó su enseñanza, métodos y todos sus conocimientos de técnica de Ballet clásico. Estos libros –aún hoy en día- sirven como base de la educación en ballet clásico.Se le atribuye la postura "Attitude", derivada de la famosa estatua de Mercurio de Giovanni da Bologna.
Descubrió la técnica para evitar el mareo al girar llamada “spotting”, con la cual el bailarín gira su cabeza más rápido que el resto del cuerpo, manteniendo por más tiempo su enfoque en un punto, evitando así la sensación de mareo.
En 1855 crea la "barra" y ejemplifica su uso con el fin de facilitar el aprendizaje y perfeccionamiento de la Danza Clásica.
Sugirió que las clases de ballet comenzaran con ejercicios en la barra, seguidos por un trabajo central o principal y culminando en combinaciones “allegro” desplazándose a través del salón de clase.

## Vida y obra
Carlo de Blasis nació en Naples, hijo de Francesco Antonio de Blasis y Vincenza Coluzzi de Zurla. Francesco de Blasis, hijo de un oficial español que había ascendido a un alto cargo, fue un compositor famoso en su época, algunas de cuyas óperas y ballets líricos fueron posteriormente puestos en escena por su hijo, Existen considerables discrepancias en las fuentes sobre la fecha de nacimiento de Carlo - 1795 puede aparecer como tal 1797 o 1803.
La familia de Blasis ocupaba una alta posición en la República Napolitana, y con la restauración del gobierno de los Borbones. Francesco decidió abandonar Nápoles rumbo a Londres, donde le ofrecieron un puesto en el teatro italiano. En el camino, sin embargo, su barco fue interceptado por corsarios franceses, y los Blasises acabaron en Marsella en lugar de Londres. Allí, Francesco se implicó personalmente en la educación musical de su hijo, ocupándose por lo demás de buscarle los mejores profesores. Carlo estudió geometría, dibujo, arquitectura, escultura, anatomía y literatura, además de ballet, carrera que luego eligió. Sus maestros en este campo fueron los mejores coreógrafos franceses de la época - Pierre Gardel, Auguste Vestris, Louis Milon.
Carlo Blasis debutó en el escenario, según el Diccionario Biográfico de F. Regli, en la Teatro Bolchoi de Marsella en 1807, cuando el joven bailarín tenía unos 10 años. La actuación tuvo tanto éxito que después participó en una gira por Francia con el consentimiento de sus padres. En 1811, el padre de Blasis se convirtió en director del departamento filarmónico del Museo de Instrucción Pública. En esta época Burdeos era un importante centro de ballet, y Blasis hijo continuó allí sus estudios con el maestro Jean Dutarque (sus hermanas Teresa y Virginia también se preparaban simultáneamente para carreras escénicas, como actrices dramáticas y de ópera respectivamente.). En el El Gran Teatro de Burdeos ya era aceptado para papeles solistas, debutando en la temporada teatral 1816/17 como el archiduque Leopoldo en el ballet de J.-B. Barré El tenier en la aldea. Sin embargo, consideró que para seguir desarrollándose necesitaba clases en uno de los tres grandes centros del ballet mundial de la época: París, Milán o Londres
En 1817, Blasis debutó en el Opera de París, interpretando pas de deux en el divertissement de la ópera Catel. "Les bayadères". El coreógrafo de la representación fue Gardel, bajo cuya dirección el joven bailarín siguió mejorando sus habilidades A continuación, Blasis realiza una gira por Francia con una compañía de artistas de la Academia de Música. Al año siguiente ingresó en el teatro La Scala de Milán
Para entonces, Blasis se había consolidado como danseur noble, intérprete de personajes nobles y heroicos. Este papel requería la transmisión de la dignidad del héroe y él le aportaba cierta elegancia única. Ya era plenamente evidente en sus primeros papeles en Italia: en los ballets Dédalo y Kenneth la Espada, coreografiados por Salvatore Vigano (ambos en La Scala, 18) y Mirra en su misma producción al año siguiente en Venecia. El historiador del arte Yuri Slonimsky, que estudió la obra de Blasis, escribió que sus piruetas eran "desconcertantes y difíciles de lograr", poseyendo una "precisión geométrica" con un eje de rotación completamente estacionario
En 1819 el año en que el propio Blasis hizo su primera aparición como coreógrafo, poniendo en escena el ballet La corte feudal con música de su padre en La Scala. Esta producción fue notablemente inferior a los ballets de Vigano, y Blasis abandonó sus intentos de coreografía durante mucho tiempo. En 1820 debutó como teórico del ballet: publicó un tratado titulado An Elementary Textbook of Dance Theory and Practice con ilustraciones de Casarelli (cincuenta y siete poses para bailarines de ballet, para las que posaba el propio autor). El libro se hizo popular y más tarde sirvió de modelo para otros manuales de ballet del siglo XIX.
Como bailarín, Blasis tuvo éxito en la década de 1820 en forma de compromisos en varias ciudades italianas (Turín en 1821, Florencia en 1822, Roma en 1823, Venecia en 1825) y luego en Londres, donde llegó por primera vez en 1826 para actuar en el Haymarket En Inglaterra, Blasis debutó en 1827 en el ballet James Harvey D'Egville "El esclavo de Bagdad" y dos producciones de Vigano. Ese mismo año probó suerte como coreógrafo por segunda vez, preparando una producción de Pandora para el Festival de Música de Oxford para teatro aficionado
En los años siguientes, Blasis escribió otros libros sobre ballet: Codex Terpsichore y Treatise on Salon Dancing (ambos 1828), así como On the Origin and Development of Ancient and Modern Dance. En 1830 todas estas obras se unieron en la publicada en francés "Guía completa de la danza", que el propio autor consideraba una guía práctica tanto para estudiantes como para profesores del arte del ballet. Este tratado, una parte importante del cual ocupa la sección teórica fundamental, siguió siendo en el futuro la obra más significativa de Blazis, que en sus libros posteriores sólo desarrolló principios ya formulados. Las ideas expuestas en el Codex Terpsichora y en la Guía completa de la danza están en consonancia con la teoría del ballet desarrollada en los mismos años por August Bournonville, y tienen una forma mucho más completa que en las obras de los predecesores de Blasis, Gasparo Angiolini y Georges Noverre
En 1830 (o 1828.) en Génova, donde Carlo acompañaba a su hermana Virginia, conoció a la talentosa y ambiciosa bailarina Annunziata Ramaccini, con la que pronto se casó De este matrimonio nació en 1833 una hija, Louise, que también se convirtió en una futura bailarina Blasis se dedicó a perfeccionar la técnica de ballet de su esposa, que alcanzó un gran éxito con su ayuda, y durante un tiempo actuaron juntos Uno de los mejores papeles de Annunziata y uno de los mejores ballets del propio Carlo fue el ballet Leocadia, representado en 1834 en Modena. Para entonces, la carrera como bailarín de Blasis estaba llegando a su fin. Ya en 1825, en la cima de su fama, se lesionó un pie, pero siguió actuando. Poco a poco, sin embargo, fue perdiendo forma, atrayendo críticas cada vez menos halagüeñas de los críticos, y después de Leocadia decidió poner fin a sus actuaciones como bailarín (en sus propias palabras, "abandonar el ballet antes de que éste le hubiera abandonado a él").
A partir de entonces, Blasis continuó su carrera como coreógrafo y profesor de ballet. Se le atribuye la introducción de una de las posturas clásicas del ballet que se han convertido en clásicas, actitudes. Se cree que esta pose, en la que la pierna doblada por la rodilla se extiende hacia atrás, fue tomada de la escultura Giambologna "Mercurio" La Enciclopedia Británica también nombra a Blasis como inventor de la técnica que evita el vértigo al girar rápidamente. Aplicando esta técnica, el bailarín gira la cabeza en un rápido tirón que supera la rotación del resto del cuerpo, mientras mantiene la mirada en el mismo punto.
En 1837, Blasis se hizo cargo de la Escuela Imperial de Danza y Pantomima "La Scala", donde Ramaccini impartía simultáneamente clases de mimo, y en 13 años como director convirtió la escuela en la mejor escuela de ballet del mundo. Su técnica de enseñanza se basaba en su propia teoría de la danza, según la cual las leyes invariables del equilibrio físico le permiten deducir una fórmula para el equilibrio ideal del bailarín. Aplicando los principios de la geometría al arte de la danza, Blasis fue el primero en convertirlo en una ciencia exacta. Como escribió Slonimsky, se enseñaba utilizando planimétrica terminología, tablas y dibujos El éxito de la metodología de enseñanza de Blasis se hizo patente hacia 1840, cuando la escuela comenzó a producir sus primeras estrellas de ballet, caracterizadas por unas zapatillas de punta de acero, limpieza y un alto ritmo de los elementos ejecutados. Entre las alumnas del coreógrafo se encontraban las llamadas "Pléyades", siete intérpretes de la clase más alta: Marietta Baderna, Pasquale Borri, Augusta Dominicettis, Flora Fabbri, Amalia Ferraris, Sofia Fuoco y Carolina Granzini
Tras completar su trabajo en la Academia Imperial, los Blasis abrieron una escuela pública en Milán, cuyo éxito fue igualmente grande. A la escuela Blasis asistieron destacadas bailarinas de ballet posteriores - Virginia Zucchi, Lucille Gran Amina Boschetti, Giovannina King, Carolina Pochini, Carolina Rosati con Carlotta Grisi y Fanny Cerrito ya estaba en la escuela como estrellas consagradas En 1847 también fue invitado como coreógrafo al the Covent Garden Theatre de Londres y durante su estancia en Inglaterra publicó otro tratado, Notes on Dance, esta vez de carácter histórico más que teórico-pedagógico
Blasis se dedicó a la enseñanza en Milán (con viajes regulares a Londres;) hasta 1856, cuando fue invitado a ocupar el puesto de coreógrafo en el Teatro Bolshoi de Varsovia. En Varsovia, además de las representaciones de ballet, puso en escena danzas para la coronación de Alejandro II. Después de Varsovia, fue a Lisboa. En Portugal trabajó hasta 1858 como director y profesor, dejando una escuela de ballet. En 1860 Blasis probó suerte como coreógrafo en París, pero allí no encontró favor: el destacado innovador en el campo de la pedagogía del ballet iba claramente por detrás de las nuevas tendencias coreográficas. En 1861, Blasis aceptó una invitación de la Dirección de los Teatros Imperiales del Imperio Ruso para ir a Moscú y ocupar un puesto como maestro de ballet y profesor en la Escuela de Teatro de Moscú. Como profesor consiguió sentar las bases de una escuela que formó a varias generaciones de bailarinas y bailarines rusos el desarrollo de esta escuela fue continuado por su propio alumno Giovanni Lepri, y después por Enrico Cecchetti el mejor alumno del propio Lepri. Como coreógrafo durante estos años, Blasis puso en escena los ballets Fausto (1861 con música de Giacomo Panizza y C. Puni), Dos días en Venecia (con música de Minkus), y en  1862, con música de Adolf Adan y Minkus) En Rusia escribió su siguiente libro, Dance in General, Ballet Celebrities and National Dances, que contenía reseñas de las estrellas del Teatro Bolshoi y otras compañías de ballet, así como de sus propios alumnos. Un capítulo aparte estaba dedicado a Annunziata Ramaccini. Blasis presentó el manuscrito al emperador Alejandro, quien condecoró al autor con un anillo de diamantes. Sin embargo, cuando se prorrogó su contrato, se redujo el salario ofrecido al italiano, que abandonó Rusia en 1863
De regreso a Italia, Blasis continuó trabajando hasta la década de 1870. Como coreógrafo dejó de ser solicitado. y a partir de 1866, instalado en la ciudad de Cernobbio, se concentró en la escritura de libros En los últimos años de su vida escribió biografías de Vigano y Gardel, del actor dramático inglés David Garrick y del compositor Giovanni Pergolesi, antes de completar varias obras de ballet - Coreografía, o El arte de escribir danza, Diccionario de danza y Un poema sobre la danza Carlo Blasis murió en Cernobbio en enero de 1878; Annunziata Ramaccini sobrevivió a su marido, falleciendo en Milán en 1892

## Trabajos y contribuciones
Publicó un análisis de las técnicas del ballet en 1820, en una obra titulada Traité élémentaire, théorique, et pratique de l'art de la danse ("Tratado elemental, teórico y práctico sobre el arte de la danza"). Es más conocido por la pose "Actitud" derivada de la famosa estatua Mercurio de Giovanni da Bologna. Enrico Cecchetti amplió su método de instrucción y teorías.
Incluso durante su propia época, Blasis no fue más conocido por sus muchas coreografías (ninguna de las cuales sobrevive hoy), sino por sus escritos sobre teoría de la danza. Fue pionero en la reconciliación de nociones de ballet como la ligereza y la gracia con la geometría y la física del cuerpo en movimiento. En The Code of Terpsichore, publicado en 1828, Blasis catalogó un "alfabeto" claramente definido de poses de danza. Este puede ser el primer intento de una sistematización integral de la danza.
Blasis radicalizó la teoría de la danza basándose en gran medida en la geometría y la física matemáticas. Introdujo la idea de un "eje de movimiento" - una línea vertical a través de la pose, perpendicular al suelo, que delimita el centro de equilibrio del cuerpo.
Blasis también contribuyó a la pedagogía de la danza. Sugirió que los instructores describieran primero las figuras corporales descritas en su índice de poses, luego que los estudiantes las memorizaran antes de intentar encarnarlas físicamente. “El [estudiante] más diligente podría tomar copias de esas figuras en pequeñas pizarras y llevarlas consigo para estudiarlas en casa, de la misma manera que un niño, cuando comienza a deletrear, estudia su libro de cuerno” 
A través de las poses codificadas en su alfabeto, Blasis sintió que los bailarines podían lograr las cualidades de movimiento tan deseadas en el ballet como la facilidad de movimiento y la elegancia. En sus Notas sobre el baile, histórico y práctico, Blasis elogia ciertos ballets por su riqueza de emociones. Cuando habla de "La tarantela napolitana", por ejemplo, elogia cómo "el amor y el placer son visibles en cada movimiento", y "cada gesto y movimiento están llenos de gracia seductora". Por lo tanto, Blasis finalmente deseaba que los bailarines superpusieran la expresión emocional a las poses codificadas y reglamentadas exigidas por la coreografía y descritas en El código de Terpsícore.
A través de estas prácticas, Blasis pretendía orientar "el ballet romántico recién nacido en líneas clásicas". De esta manera, Blasis se adelantó a su tiempo. Se interesó especialmente por algunos movimientos considerados demasiado agresivamente virtuosos para la era romántica de principios de 1800. Por ejemplo, inició la codificación de la pirueta, dividiéndola en preparación, giro y finalización. No fue hasta la era de Marius Petipa a finales de 1800, justo después de la era de romanticismo, que pasos físicamente intensos como la pirueta se generalizaron en la coreografía de ballet, pero Blasis los estaba analizando décadas antes.
De 1838 a 1853, Blasis y su esposa, Annuniciata Ramaccini, fueron los directores artísticos de lo que hoy es la Escuela de Ballet del Teatro La Scala. Las primeras bailarinas Fanny Cerrito, Carolina Rosati, Sofia Fuoco, Amalia Ferraris y Carlotta Brianza estaban entre sus estudiantes. Blasis se refirió a siete de sus bailarinas, de las que estaba particularmente orgulloso, como sus " Pléyades ": Marietta Baderna, Augusta Dominichettis, Amalia Ferraris, Sofia Fuoco, Flora Fabbri, Carolina Granziniy Pasquale Borri .
Blasis murió en Cernobbio.

## Obras (selección)
- Traité élémentaire, Théorique et Pratique de l'Art de la Danse contenant les développemens, et les demostrations des principes généraux et particuliers, qui doivent guider le danseur. Bolonia 1820. -
- Italiano: Trattato elementare, teorico-pratico sull'arte del Ballo, contenente li sviluppi, e dimostrationi de 'principi generali, e particolari, che devono guidare il ballerino (ex. P. Campilli), Forlì 1830.
- Alemán: Nueva escuela de danza completa para el mundo elegante; o instrucción comprensible y completa en danza social y teatral; Destinado al autoaprendizaje así como un manual para profesores de danza. Ilmenau 1830.
- El código de Terpsícore: un tratado histórico y práctico sobre el ballet, la danza y la pantomima; con una teoría completa del arte de la danza (traducción: R. Burton), Londres: J. Bulcock, 1828.
- Reimpresión: El arte de bailar. Compuesto por su teoría y práctica, y una historia de su ascenso y progreso desde los primeros tiempos (traducción: R. Burton), Londres: E. Bull, 1831.
- Reimpresión de "The Code": The Theory of Theatrical Dancing con un capítulo sobre pantomima, editado de Carlo Blasis Code of Terpsichore, con las láminas originales de Stewart D. Headlam (trad .: S. Headlam), Londres: Verinder, 1888.
- Traducción francesa de "El Código": Manuel complet de la danse, ou traité théorique et pratique de cet Art depuis les temps les plus reculés jusqu'a nos jours. París: Roret, 1830.
- Reimpresión: Code complet de la danse. París: Audin, 1830.
- Reimpresión de “Manuel”: Nouveau Manuel Complet de la Danse, comprenant la théorie, la pratique et l'histoire de cet art depuis les temps les plus reculés jusqu'a nos jours. París: Roret, 1866, 1884.
- El libro de las señoritas. Londres 1829.
- Studi sulle arti imitatrici. Milán 1844.
- Notas sobre el baile. Londres: Delaporte, 1847
- Dello stato attuale del Ballo, mimica e della coreografia. Torino 1852.
- Charles Villeneuve . En: Gazetta dei teatri. 18 de mayo de 1854.
- Del Carattere della Musica sacra e del sentimento religioso. Milán 1854.
- L'Uomo fisico, intellettuale e morale, opera di Carlo Blasis. Milán 1857.
- L'Uomo fisico, intellettuale e morale, opera di Carlo Blasis. Milán 1857.
- Leonardo da Vinci por Carlo Blasis. Milán 1872.